# Manfred Kaltz
Manfred Kaltz (Ludwigshafen, el 6 de gener de 1953) és un ex jugador de futbol alemany i directiu.
Kaltz va jugar a la Bundesliga amb l'Hamburger SV, amb el FC Mulhouse i el Girondins de Bordeaux així com amb la selecció alemanya.